# 최상림 (1961년)
최상림(崔祥林, 1961년 6월 11일 ~ )은 대한민국의 제7·8대 경상남도 고성군의원이었다. 

## 학력
- 청광초등학교 (폐교) 졸업
- 회화중학교 졸업
- 고성농업고등학교 졸업
- 진주산업대학교 동물소재공학과 졸업

## 경력
- (사)대한한돈협회 경남도협의회 사무총장
- (사)대한한돈협회 고성지부장
- (사)대한한돈협회 이사
- 개천면 농업경영인 회장
- 개천면 청남마을 이장
- 고성군 축산인연합회 회장
- 2014.07 ~ 2018.06 제7대 경상남도 고성군의회 의원
- 2014.07 ~ 2016.07 제7대 경상남도 고성군의회 전반기 예산결산특별위원회 위원장
- 2014.07 ~ 2016.07 제7대 경상남도 고성군의회 전반기 총무위원회 위원
- 2016.07 ~ 2018.06 제7대 경상남도 고성군의회 후반기 의회운영위원회 위원
- 2016.07 ~ 2018.06 제7대 경상남도 고성군의회 후반기 산업건설위원회 위원장
- 2016.07 ~ 2018.06 제7대 경상남도 고성군의회 후반기 예산결산특별위원회 위원
- 2018.07 ~ 2019.10 제8대 경상남도 고성군의회 의원
- 2018.07 ~ 2019.10 제8대 경상남도 고성군의회 전반기 총무위원회 위원
- 2018.07 ~ 2019.10 제8대 경상남도 고성군의회 전반기 예산결산특별위원회 위원

## 공직선거법 위반
자유한국당 최상림 의원은 지난 지방선거를 앞두고 지역구 주민에게 돈을 주거나 약속하고 금품 제공 의사를 표시한 혐의를 받아 벌금 300만원을 선고받았다. 2019년 7월 17일 항소심에서 항소기각 선고를 받았다. 2019년 10월 31일 대법원에서 최상림 의원의 상고를 기각하여, 최종적으로 당선무효 처리되었다.

## 역대 선거 결과
|  | 23.39% |

|  | 22.36% |